# Мішель Бранч
Мішель Жаке ДеСеврен Бранч (англ. Michelle Jacquet DeSevren Branch; нар. 2 липня 1983, Седона, Аризона, США) — американська співачка, авторка пісень та акторка. У 2001 випустила свій дебютний студійний альбом «The Spirit Room», а у 2003 — свій другий альбом «Hotel Paper». Обидві платівки стали комерційними хітами. Бранч є володаркою нагороди Греммі.
У 2005 сформувала кантрі-дует The Wreckers зі своєю подругою Джессікою Гарп. Гурт розпався у 2007, аби кожна з учасниць могла слідувати соло-кар'єрам.

## Життєпис

### Раннє життя
Народилася 2 липня 1983 у місті Седона штату Аризона, США. Батько, Девід, має ірландське походження, а матір Пеггі має нідерландсько-індонезійське та французьке коріння. Має старшого зведеного брата Девіда та молодшу сестру Ніколь.

## Особисте життя
23 травня 2004 одружилася із бас-гітаристом Тедді Ландо. 3 серпня 2005 народила дочку Овен. У 2014 Бранч і Ландо розсталися, а у листопаді 2015 закінчився процес розлучення.

## Дискографія
Студійні альбоми
- Broken Bracelet (2000)
- The Spirit Room (2001)
- Hotel Paper (2003)
- Hopeless Romantic (2017)

## Нагороди та номінації

### Grammy Awards
| Рік  | Номіновано                        | Нагорода                                              | Результат |
| ---- | --------------------------------- | ----------------------------------------------------- | --------- |
| 2003 | Michelle Branch                   | Best New Artist                                       | Номінація |
| 2003 | "The Game of Love" (with Santana) | Best Pop Collaboration with Vocals                    | Перемога  |
| 2004 | "Are You Happy Now?"              | Best Female Rock Vocal Performance                    | Номінація |
| 2007 | "Leave the Pieces"                | Best Country Performance by a Duo or Group with Vocal | Номінація |

### MTV Video Music Awards
| Рік  | Номіновано       | Нагорода          | Результат |
| ---- | ---------------- | ----------------- | --------- |
| 2002 | "All You Wanted" | Best Female Video | Номінація |
| 2002 | "All You Wanted" | Best Pop Video    | Номінація |
| 2002 | "Everywhere"     | Viewer's Choice   | Перемога  |

### Teen Choice Awards
| Рік  | Номіновано         | Нагорода               | Результат |
| ---- | ------------------ | ---------------------- | --------- |
| 2002 | Michelle Branch    | Choice Breakout Artist | Номінація |
| 2002 | "All You Wanted"   | Choice Love Song       | Номінація |
| 2002 | "All You Wanted"   | Choice Summer Song     | Номінація |
| 2003 | "The Game of Love" | Choice Hook Up         | Номінація |

### Інші нагороди
| Year | Organization                          | Award                                                     | Result    | Ref   |
| ---- | ------------------------------------- | --------------------------------------------------------- | --------- | ----- |
| 2003 | IFPI Hong Kong Top Sales Music Awards | Top 10 Best Selling Foreign Albums (as Hotel Paper)       | Перемога  |       |
| 2003 | Clear Top 10 Awards (Indonesia)       | Amazing International Hitmaker                            | Номінація | [ 7 ] |
| 2006 | Country Music Association             | Vocal Duo of the Year (as The Wreckers)                   | Номінація |       |
| 2007 | MusicRow Awards                       | Major Label Breakout Artist of the Year (as The Wreckers) | Перемога  |       |
| 2007 | R&R Readers' Poll                     | Best New Performer (as The Wreckers)                      | Перемога  |       |